# 新幾內亞彩虹吸蜜鸚鵡
又称虹彩吸蜜鹦鹉、彩虹鹦鹉、五彩绯胸鹦鹉、绿颈吸蜜鹦鹉、吸蜜鸚鵡。颜色鲜艳，拥有8个亚种。
体长25-30公分，体重120-130克。分布在印度尼西亚、东帝汶和澳大利亚东部、北部等地。此外，自20世紀初，椰果鹦鹉也發現在香港和華南地區繁殖。
椰果鹦鹉聪敏机灵，不但能学会各种把戏，而且语言能力也相当不错。
野生状态下，它们生活在低地森林等处，成群结队，快速飞行。自然，它们的食物主要为花蜜、花粉,也吃漿果、嫩叶、昆虫。18-20月时公鸟成熟，母鸟则需两年。十二月份为其发情期，但一般全年都可交配。每窝产卵两到三枚，孵化期25天，羽化期7-8周。

## 分類
椰果鹦鹉屬於舊世界鸚鵡科，包含在分類學的鸚形目之下。
椰果鹦鹉常被人認為包含了紅領吸蜜鸚鵡(T. rubritorquis)這個亞種，但今日大多數的專家論點認為兩者是獨立開來的。此外，在1997年的一個複審中建議將小巽他群島上一些最有特色的吸蜜鸚鵡分開來做為獨立品種，也就是日落吸蜜鸚鵡 (T. forsteni)、金盞吸蜜鸚鵡 (T. capistratus)以及葉吸蜜鸚鵡 (T.  weberi).這些都正在逐漸的被專家分類。

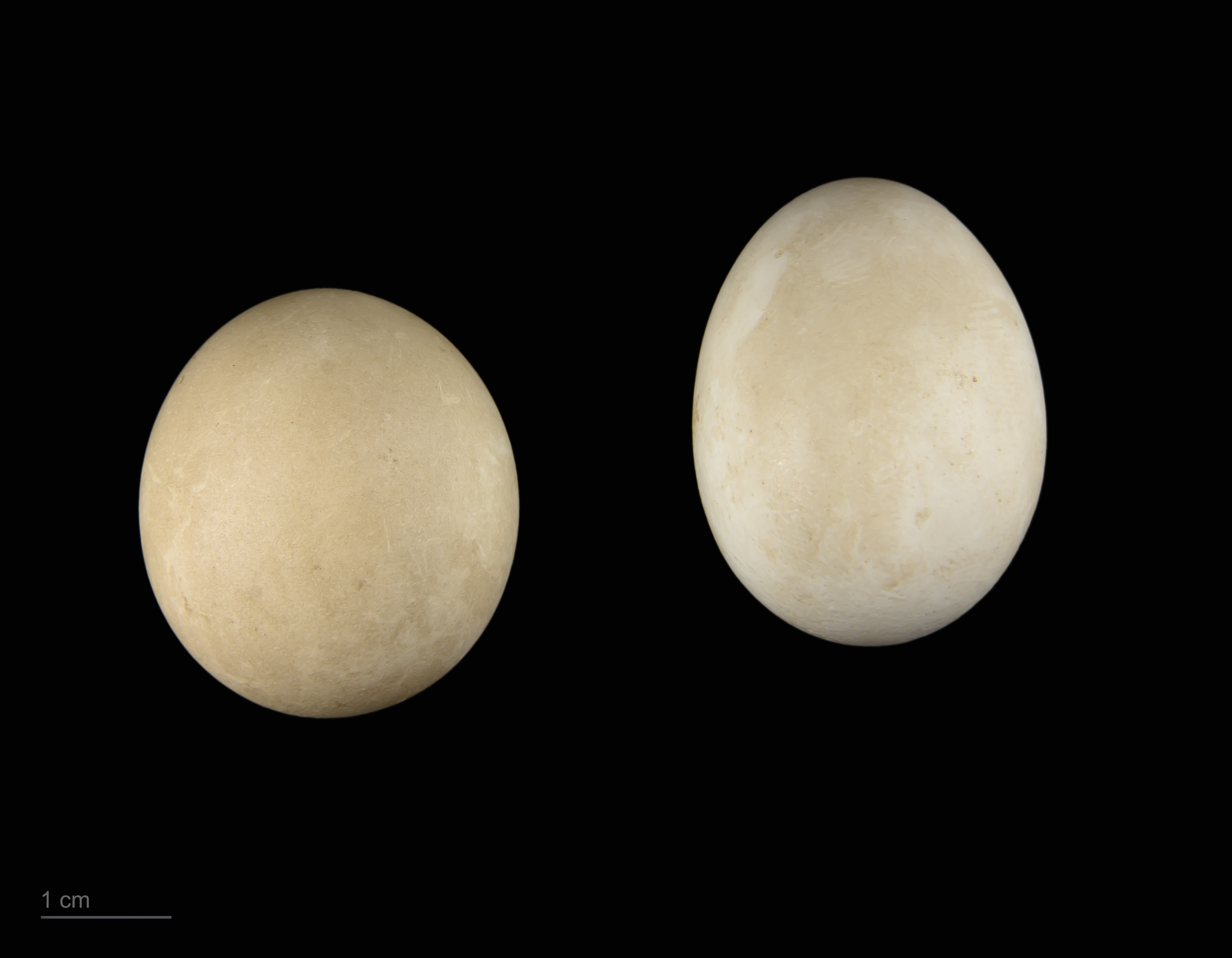
Museum specimen

## 外部連結
- World Parrot Trust （页面存档备份，存于） Parrot Encyclopedia - Species Profiles
- Swainson's Rainbow Lorikeet
- BirdLife Species Factsheet （页面存档备份，存于）
- Michiana Bird Society lorikeet page （页面存档备份，存于）
- The Dangers of Feeding Lorikeets (NSW National Parks and Wildlife Service)
- Audio field-recording of a pair of Lorikeets （页面存档备份，存于）